# Samantha Waite
Samantha Waite (* 20. Jahrhundert) ist eine britische Filmproduzentin von Kurzfilmen.

## Karriere
Waites Karriere im Filmgeschäft begann im Jahr 2004 bei der Dokumentation The Genius of Mozart.  Es folgten Anstellungen als Line Producer oder Produktionsleiterin unter anderen bei den Filmen   London Has Fallen und BFG – Big Friendly Giant. Für die Kurzfilme Wish 143, That Woman und The Last Post war sie unter anderem als Produzentin verantwortlich. Bei der Oscarverleihung 2011 erhielt sie mit Ian Barnes für den Kurzfilm Wish 143 eine Nominierung in der Kategorie Bester Kurzfilm.

## Filmografie (Auswahl)
Produzent
- 2009: Wish 143 (Kurzfilm)
- 2015: The Last Post (Kurzfilm)

Line Producer
- 2012: That Woman (Kurzfilm)
- 2013: Complicit (Fernsehfilm)
- 2014: Beyond the Lights

Production Manager
- 2011: Big Fat Gypsy Gangster
- 2012: Outside Bet
- 2013: Austenland
- 2013: Der Abenteurer – Der Fluch des Midas (The Adventurer: The Curse of the Midas Box)
- 2013–2014: EastEnders (Fernsehserie, 14 Episoden)
- 2015: Die Poesie des Unendlichen (The Man Who Knew Infinity)
- 2016: London Has Fallen
- 2016: BFG – Big Friendly Giant (The BFG)
- 2016: A United Kingdom
- 2017: Goodbye Christopher Robin
- 2017: Der seidene Faden (Phantom Thread)
- 2019: The Gentlemen